# مخزن کربن

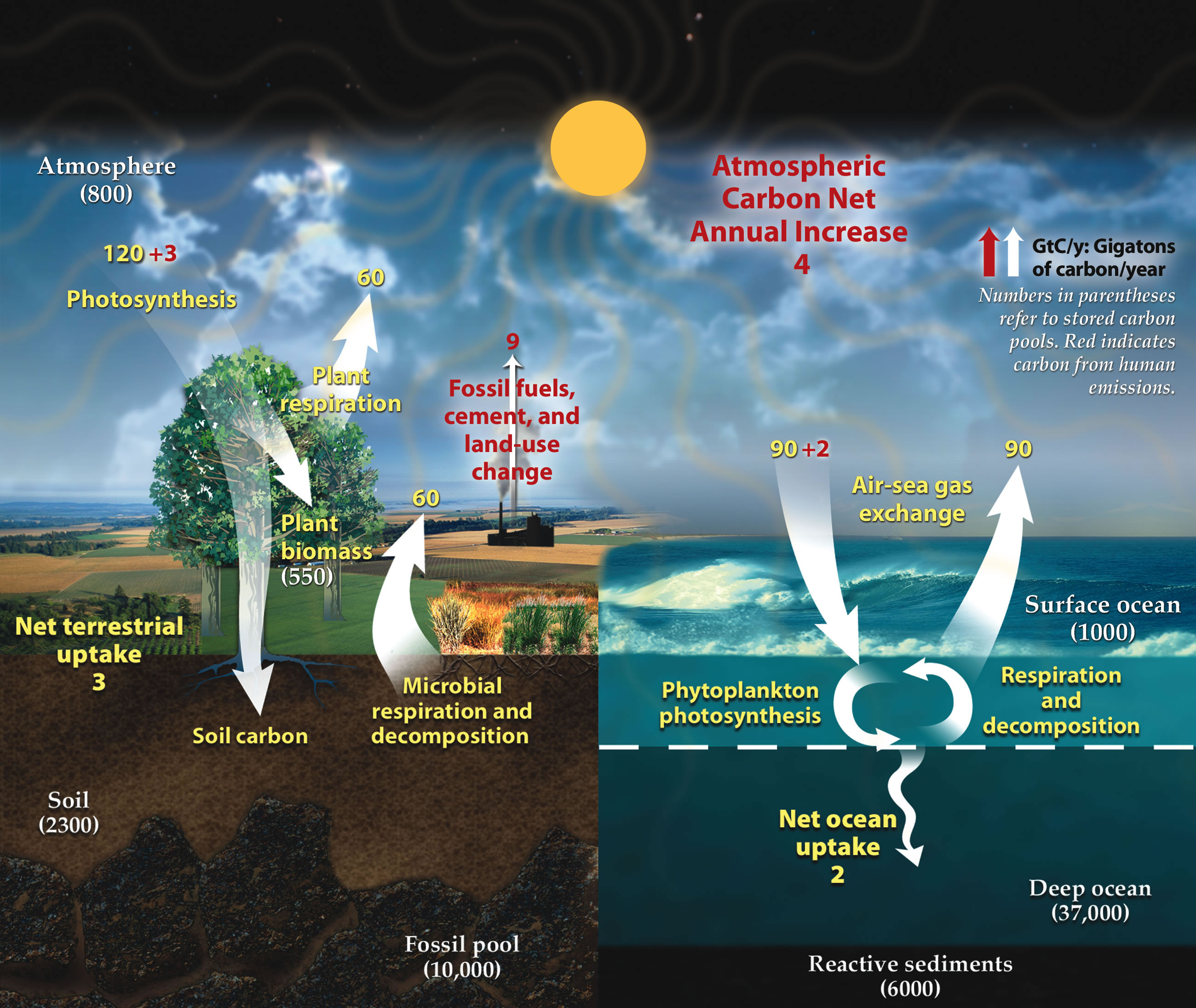
این نمودار چرخه سریع کربن، حرکت کربن بین زمین، جو، خاک و اقیانوس‌ها را با میلیاردها تن کربن در سال نشان می‌دهد. اعداد زرد شار طبیعی هستند، قرمز سهم انسان در میلیاردها تن کربن در سال است. اعداد سفید نشان دهنده کربن ذخیره شده است.

مخزن کربن (انگلیسی: Carbon sink) یک مخزن طبیعی یا مصنوعی است که قابلیت ذخیره برخی ترکیبات شیمیایی حاوی کربن را برای یک دوره نامحدود دارا می‌باشد. آگاهی عمومی از اهمیت مخازن کربن از زمان تصویب پیمان کیوتو افزایش یافته‌است، که باعث افزایش استفاده از این نوع مخازن به عنوان یکی از فرم‌های آفست کربن شده‌است. امروزه استراتژی‌های مختلفی برای بهبود این فرایند وجود دارد.